# Orange Is the New Black: Crónica de mi año en una prisión federal de mujeres
Orange Is the New Black: Crónica de mi año en una prisión federal de mujeres (título original en inglés: Orange Is the New Black: My Year in a Women's Prison) es un libro de memorias escrito por Piper Kerman, el cual cuenta la historia de su experiencia con el narcotráfico y el lavado de dinero y su posterior condena en una prisión federal de mujeres.
Sasha Abramsky, de la revista americana Columbia Journalism Review, declaró que el libro "documenta los intentos de la autora de preservar su individualidad de cara a la gris e impersonal burocracia - basado en torno a los recuentos de prisioneros, los registros corporales, las reglas que rigen los pequeños detalles de la vida, y los recordatorios continuos de que los presos, por definición, no tienen ningún poder, ninguna autonomía real".
El libro se convirtió en la base de la serie de televisión de Netflix, Orange Is the New Black.

## Argumento
Piper Kerman, una joven atractiva y de clase acomodada, se embarca tras su graduación en una relación sentimental con una traficante de drogas para la que acabará trabajando como mula. Diez años después, y con su vida ya rehecha, es condenada a pasar más de un año en una prisión federal para mujeres. Fue encarcelada en la Institución Correccional Federal, Danbury (FCI Danbury). Este libro es la sorprendente y vívida crónica de su reclusión, una experiencia única que le permitirá redescubrirse a sí misma y enfrentarse a un sinfín de retos diarios. La relación a distancia con su novio, los cacheos de los guardias, su trabajo como electricista, pero por encima de todo, su amistad con el resto de reclusas, un amplio abanico de personajes dispares que incluye a cocineras rusas vinculadas a la mafia, lesbianas dementes con el corazón roto y abuelas pacifistas fanáticas del fitness.

## Antecedentes
El gobierno de los Estados Unidos solicitó la extradición de Buruji Kashamu, un empresario nigeriano y político, alegando que él dirigió la banda de narcotraficantes en la que Kerman participó junto con otros cargos del tráfico de drogas. Kashamu estaba afiliado al Partido Democrático Popular y vivía cerca de Lagos. Este declaró que era inocente y que la red de narcotráfico estaba dirigida por su hermano ya fallecido. En 1998, Kashamu fue arrestado en Inglaterra. La policía liberó a Kashamu porque creían que la policía de Estados Unidos había ocultado información del caso. Documentos judiciales indican que Kashamu tuvo una relación sentimental con la hermana de la novia de Kerman en aquel momento.

## Análisis
Abramsky escribió que el libro es sobre todo "un viaje de autodescubrimiento, que describe cómo se puede encontrar uno de los verdaderos puntos fuertes en los momentos de adversidad", y que "es más similar al Diario de la cárcel del activista anti-apartheid sudafricano Albie Sachs, por ejemplo, los comunicados de denuncia de los condenados a muerte de Pensilvania, de Mumia Abu-Jamal".

## Recepción
Abramsky recomienda la lectura de Orange Is the New Black y Texas Tough: The Rise of America's Prison Empire, al mismo tiempo, debido a la yuxtaposición de los dos diferentes tipos de entornos penitenciarios y reclusos descritos.